# Closterocerus lanassa
Closterocerus lanassa är en stekelart som först beskrevs av Walker 1839.  Closterocerus lanassa ingår i släktet Closterocerus och familjen finglanssteklar. Arten är reproducerande i Sverige. Inga underarter finns listade i Catalogue of Life.